# Giovanni Animuccia
Giovanni Animuccia (Florencia, c. 1514 - Roma, 20 de marzo de 1571) fue un compositor italiano. Entre sus composiciones más destacadas se encuentran varias misas y madrigales.
Fue alumno de Claude Goudimel. A petición de San Felipe Neri, compuso una serie de Laudi, o himnos de alabanza, para ser cantados después del sermón, lo que le ha dado una accidental importancia en la historia musical. Sus obras dieron lugar, con la ruptura de las escuelas de composición del siglo XVI, a los inicios del oratorio. San Felipe Neri le tenía tanto aprecio y admiración, que una vez declaró haber visto ascender su alma hacia los cielos. En 1555 Animuccia fue maestro de capilla en la Basílica de San Pedro del Vaticano, oficio que mantuvo hasta su muerte en 1571. Su sucesor en el puesto fue Palestrina, quien había sido su amigo y, probablemente, su alumno.
El manuscrito de las composiciones de Animuccia se conserva en la Biblioteca Apostólica Vaticana. Sus obras más importantes fueron Madrigali e Motetti a quattro e cinque voci (Venecia, 1548) e Il primo Libro di Messe (Roma, 1567). El Padre Martini recogió dos de las obras del italiano para su Saggio di Contrapunto.
Su hermano Paolo Animuccia fue también compositor, y maestro de capilla entre 1550 y 1552. Murió en Roma en 1563.